# جورج ماهاریس
جورج ماهاریس (انگلیسی: George Maharis؛ زادهٔ ۱ سپتامبر ۱۹۲۸) هنرپیشه و خواننده اهل ایالات متحده آمریکا است. وی بین سال‌های ۱۹۵۳ تا ۱۹۹۳ میلادی فعالیت می‌کرد.
از فیلم‌ها یا برنامه‌های تلویزیونی که وی در آن نقش داشته‌است می‌توان به کوجک، همزاد، وسوسه شیطانی، ازجان‌گذشتگان، خروج، اتفاق، میثاق با مرگ و شمشیر و جادوگر اشاره کرد.